# シャルロッテ・フランドリナ・ファン・ナッサウ

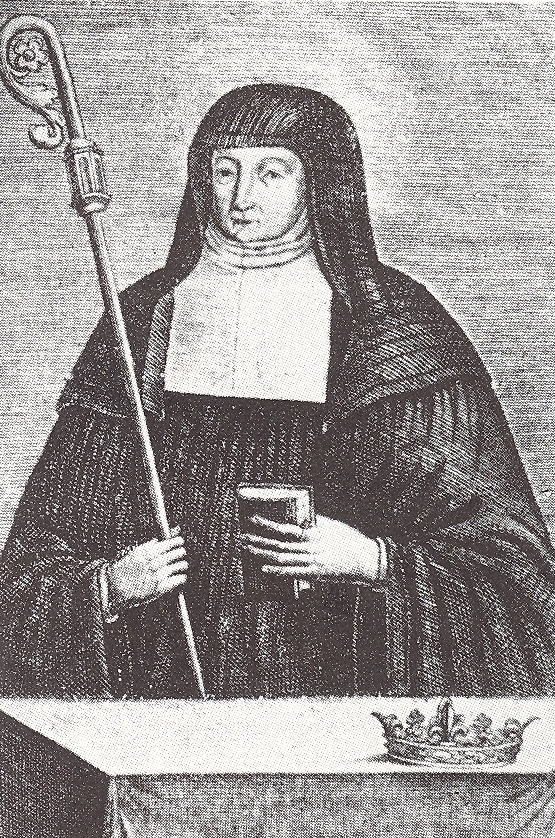
シャルロッテ・フランドリナ

シャルロッテ・フランドリナ・ファン・ナッサウ（Charlotte Flandrina van Nassau, 1579年8月18日 アントウェルペン - 1640年4月16日 ポワチエ）は、オラニエ公ウィレム1世（沈黙公）の娘の1人。フランスでカトリック教会の修道女・女子修道院長として生涯を送った。

## 生涯
ホラント州その他の総督を務めるウィレム1世と、その3番目の妻でモンパンシエ公ルイ3世の娘であるシャルロット・ド・ブルボンの間の6人の娘たちのうちの四女として生まれた。
母は1582年に早世するが、その前年に宗派上の問題で絶縁状態だった父親と和解していた。そのためシャルロッテ・フランドリナは外祖父モンパンシエ公爵に引き取られるが、公爵も間もなく死亡する。フランドリナの次なる保護者となったのは、ブリオン提督の娘で母の従姉妹にあたる、デュ・パラクレ修道院長ジャンヌ・シャボー（1593年没）だった。最終的には、フランス王アンリ3世の詔書により、フランドリナの保護者はカトリック信徒の父方伯母でジュアール修道院長のジャンヌ・ド・ブルボン（1541年 - 1624年）と定められた。こうして、プロテスタント信者の家庭に生まれたにもかかわらず、フランドリナはフランスに住む母方の親類によってカトリック信徒として育てられ、1593年には正式に修道院に入ることとなった。
シャルロッテ・フランドリナは聾啞の障害を抱えていた。しかしその身分の高貴さゆえに、聖ラデグンドが開基となった由緒あるポワチエのサント＝クロワ修道院の補佐修道院長となり、1605年には正式に修道院長となる。離れて育ったにもかかわらず5人の同母姉妹との関係は親密だった。しかしフランスに嫁いできたエリーザベト・フランドリカとシャルロッテ・ブラバンティナはいずれも熱心なユグノー信者で、フランドリナは2人をカトリックに改宗させようと熱心に勧誘したため、姉妹仲はこじれてしまった。